# Club Bàsquet Llíria
El Club Esportiu Bàsquet Llíria és un club valencià de basquetbol de la ciutat de Llíria. Per la temporada 2024-2025 el club és equip de LEB Plata (3a categoria del bàsquet a nivell estatal).

## Història
El bàsquet naix a Llíria en 1945, importat des de Madrid per Pep Jordan, qui realitzava allí el servei militar, i va calar molt ràpidament entre els habitants del municipi. Per diverses circumstàncies en el 2001 es fundà el Club Esportiu Bàsquet Llíria per a continuar la tradició del bàsquet edetà.
Des de l'ascens en la temporada 67/68 del C.B. Llíria a 2a Divisió, el club visqué èpoques de grans èxits, jugant diverses temporades seguides a cavall entre la 2a i la 1a Divisió Nacional, fins que finalment en la temporada 1990/91 aconsegueix quedar campió de 1a Divisió i l'ascens a la Lliga ACB en la que romandria 2 temporades, amb la denominació Ferry's Llíria. Després de jugar les últimes temporades en la Lliga EBA l'actual club ha accedit a jugar la temporada 2005/2006 en la LEB-2, temporada en la que obtingué la permanència.
Com a persones importants que han passat per aquest equip trobem José Miguel Ferrandis, Josep Pérez Lapiedra, Lluis Andés i Isma Cantó.

## Escut
L'escut del Llíria representa un baló de bàsquet groc amb uns ulls i cabell negre (els colors del club), amb les vores grogues i negres introduint-se en una cistella que és la paraula llíria (en minúscules)

## Uniforme
L'uniforme és predominantment negre, amb el color groc com a color secundari, per exemple en els números. L'uniforme secundari és similar al titular amb els colors invertits. El 2007-08 adopta el color vermell.

## Camp de joc
Després d'haver passat per diverses pistes de joc, com la Cultural o el pavelló de la piscina (popularment conegut com a Pavelló Vell), el Llíria passà a jugar al Pavelló municipal Pla de l'Arc (o Pavelló nou) en el carrer del mateix nom, que hagué de complir les característiques requerides per al bàsquet d'elit que havia d'acollir.

## Planter
El Llíria a més de la primera planter té equips de categories inferiors (des de cadets fins a sènior), tant masculins com femenins, generalment integrats per jugadors locals o de la rodalia. Alguns jugadors de la pedrera han arribat a jugar en l'ACB com Salva Guàrdia, Natxo Rodilla i Quique Andreu. Els cadets del Llíria es nodreixen principalment de l'equip infantil de l'Escola de Bàsquet Llíria, que comprèn des de preminis fins a infantils.

## Plantilla de la temporada 2006/2007
- 4  Manu Valdivieso
- 5   Vicent Faubel
- 6   Carles Bivià
- 7  Rafael Huertas
- 8  Iker López
- 10  Fran Pérez
- 12   Sidão
- 13   Guilherme Guitterer
- 14   Luis Felipe Gruber
- 15   Rubén Burgos
- 16  Keelan Amelianovich

Dorsals extrets del web oficial del club i del web de la Federació Espanyola de Bàsquet